# Inglewood (Nieuw-Zeeland)
Inglewood is een plaats in de regio Taranaki op het Noordereiland van Nieuw-Zeeland en 16 kilometer ten zuidoosten van New Plymouth, vlak bij de vulkaan Mount Taranaki.
Inglewood is vernoemd naar Inglewood Forest in Cumberland, Groot-Brittannië door Philip Colin Threkeld. Inglewood was gesticht in 1873 als Moatown, wat al snel veranderde veranderde in Milton alvorens weer hernoemd te worden in 1875 om verwarring te voorkomen met Milton op het Zuidereiland.

## All Blacksuit Inglewood

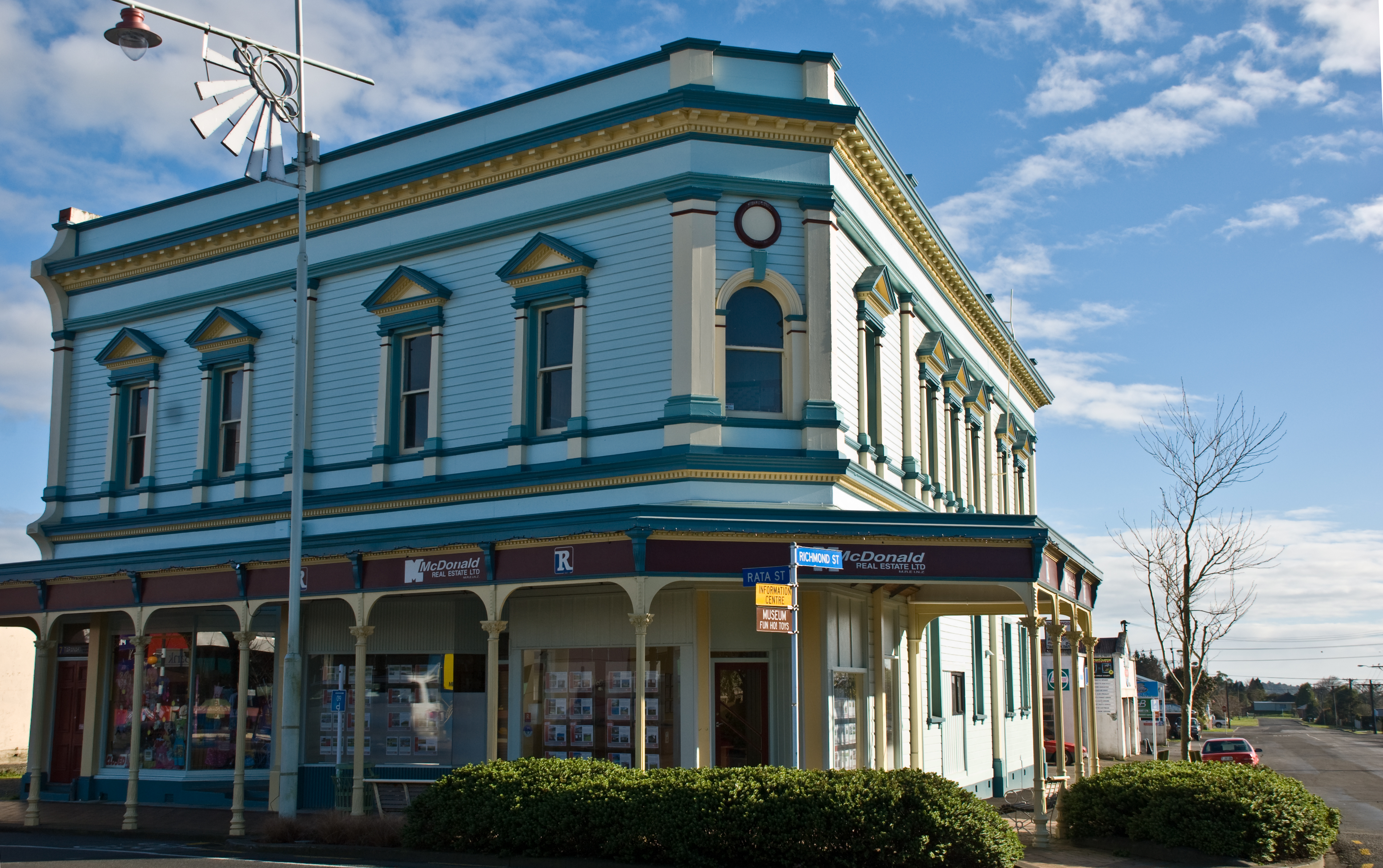
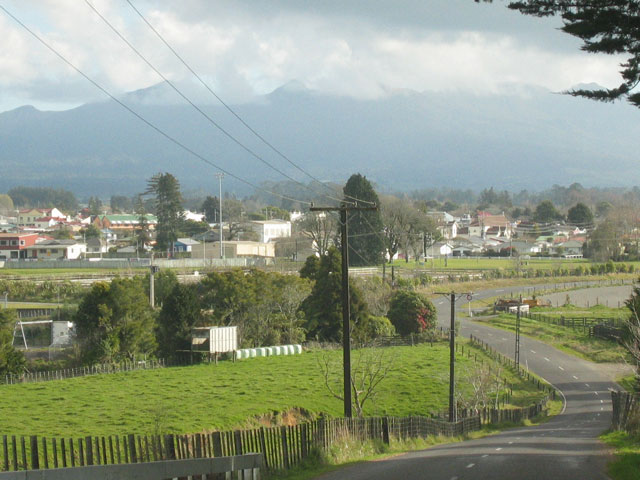

- John Major
- Dave Loveridge
- Chris Masoe